# Natan Issajewitsch Altman

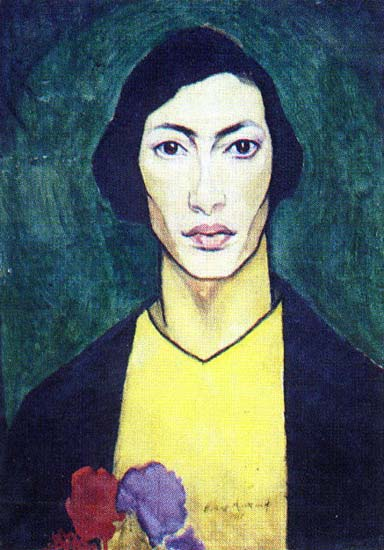
Nathan Altman, Selbstporträt 1911

Natan Issajewitsch Altman (russisch Натан Исаевич Альтман; wiss. Transliteration Natan Isaevič Al'tman; * 10.jul. / 22. Dezember 1889greg. in Winnyzja; † 12. Dezember 1970 in Leningrad) war ein jüdisch-sowjetischer Maler und Bühnenbildner.

## Leben
Natan Altman wurde in der Familie eines armen jüdischen Kaufmanns in der podolischen Gebietshauptstadt Winnyzja geboren. Er lernte in einer religiöse-jüdischen Schule (Cheder) und danach einer staatlichen Grundschule in Winnyzja. Von 1902 bis 1907 studierte er an der Kunsthochschule in Odessa. 
In den Jahren 1910 und 1911 hielt er sich in Paris auf, wo er sein Studium der Malerei und Bildhauerei an der russischen Schule von Maria Wassiljewa fortsetzte. In Paris traf er u. a. mit Marc Chagall, Alexander Archipenko und Dawid Schterenberg zusammen. Er kam auch in engen Kontakt mit jüdischen Intellektuellen wie Chaim Nachman Bialik.
Nach seiner Rückkehr nach Winnyzja, wo er Zeichenunterricht gab, ging er 1912 nach Sankt Petersburg, wo er bis 1921 lebte. 
Altman war einer der Gründer der Jüdischen Gesellschaft zur Förderung der Künste (Еврейское общество поощрения художеств). 
Er strebte eine Verbindung alter jüdischer Symbolik mit Elementen des Jugendstils an. Später näherten sich seine Arbeiten dem Stil der internationalen Avantgarde, dem Kubismus, Futurismus und Vortizismus an. Sein bekanntestes Werk ist ein Porträt der Dichterin Anna Achmatowa (Портрет Анны Ахматовой) aus dem Jahre 1914. 
Nach der Oktoberrevolution übte er verschiedene Ämter in kulturellen und kulturpolitischen Einrichtungen aus. 1920 fertigte er ein Bronzeporträt von W. I. Lenin an.
Von 1921 bis 1928 lebte er in Moskau. 
Seit 1922 arbeitete er auch für das Staatliche Jüdische Theater als Bühnenbildner.
Die Erste Russische Kunstausstellung Berlin 1922 zeigte folgende Auswahl: die Gemälde Rußland (Polychromischer Gegenstand), Petrokommuna, Malerei, die Skulptur Kopf eines jungen Juden sowie mehrere Aquarelle, Zeichnungen und Studien. Mit ihm begann eine neue Verzweigung der gegenstandslosen Kunst. Er näherte die sichtbare Komposition des Bildes der materiellen Konstruktion der Dinge an und gab ihr dadurch einen bewussten, bei ihm sozialen Inhalt. Seine Werke wollten nicht nur das Auge beeinflussen, sondern auch das Bewusstsein organisieren. Grundlage seines Schaffens war das Material an sich, das er zu bereichern verstand. 
1924 gestaltete er im Film Jüdisches Glück die Kulissen.
1925 erhielt er die Goldmedaille auf der Exposition internationale des Arts Décoratifs et industriels modernes in Paris. 1928 ging er erneut nach Paris. 
Nach seiner Rückkehr im Jahre 1936 lebte er bis zu seinem Tode im Jahr 1970 in Leningrad.